# Magda Linette
Magda Linette (n. 12 februarie 1992) este o jucătoare poloneză de tenis. Cea mai bună clasare a sa la simplu este locul 19 mondial, la 20 martie 2023. Linette a ajuns la un total de cinci finale pe Circuitul WTA, câștigând titlul de două ori.
Linette și-a făcut prima apariție pe un tablou principal al unui turneu WTA la Internationaux de Strasbourg în mai 2013, unde a obținut și prima victorie la acest nivel. În același an, ea a ajuns la prima semifinală WTA la Baku, venind din calificări. Linette a câștigat primul ei titlu WTA Tour la Bronx Open 2019 și primul ei titlu WTA 125 la Ningbo International Open 2014. Cel mai bun rezultat al ei la turneele WTA Premier este sfertul de finală din 2016 Pan Pacific Open.
Linette a ajuns în semifinale la Australian Open 2023 și a ajuns în runda a treia la celelalte trei campionate de Grand Slam. Cel mai de succes Grand Slam al ei în ceea ce privește procentajul de câștiguri este Roland Garros. În 2020, a câștigat premiul lovitura favorită a anului pentru un forehand pe care l-a jucat împotriva lui Peng Shuai în drum spre cel de-al doilea titlu WTA la Tailanda Open.